# تاکاشی سوجیما
تاکاشی سوجیما (ژاپنی: 副島 貴司؛ زادهٔ ۱۱ آوریل ۱۹۸۸) یک بازیکن فوتبال اهل ژاپن است.
از باشگاه‌هایی که در آن بازی کرده‌است می‌توان به باشگاه فوتبال ساگان توسو اشاره کرد.